# Mickaël Launay
Pour le scénographe, voir Michel Launay.
Pour les articles homonymes, voir Launay.
Mickaël Launay, né le 25 septembre 1984 à La Rochelle, est un mathématicien, auteur et vidéaste français.
Il est notamment l'auteur de vidéos diffusées sur YouTube et d'ouvrages sur le thème de la vulgarisation mathématique.

## Biographie
Après des études à l'École normale supérieure (promotion 2005 s) de 2005 à 2009, Mickaël Launay soutient une thèse en probabilités en 2012 à l'université d'Aix-Marseille,,.
Il se consacre à partir de 2007 à la vulgarisation mathématique avec le site MicMaths puis passe à la vidéo, avec sa chaîne YouTube « MicMaths », en 2013. En juillet 2022, cette chaîne compte plus de 560 000 abonnés et sa vidéo la plus populaire (« La face cachée des tables de multiplication ») a été visionnée plus de 5,2 millions de fois.
En raison de ses ouvrages, et des nombreux ateliers qu'il anime pour l'association Science Ouverte et le Comité international des jeux mathématiques, son travail amène plusieurs médias nationaux à le considérer comme référence en vulgarisation mathématique (France Info, Le Monde Sciences, Le Parisien, TMC).
Il a écrit plusieurs ouvrages de grande diffusion. Parmi ceux-ci, Le grand roman des maths est traduit en seize langues.
Depuis 2024, il anime la rubrique « Les énigmes maths » du quotidien Le Monde dans laquelle il propose chaque semaine une énigme mathématique.

## Publications
- Dominique Souder et Mickaël Launay, 52 semaines de défis mathématiques, Pôle Divers, coll. « À vous de jouer », 2005, 88 p. (ISBN 978-2-909737-86-7).
- Mickaël Launay (auteur) et Benjamin Bachelier (illustrations), L'affaire Olympia : les secrets mathématiques de T. Folifou, Paris, Le Pommier, 2013, 232 p. (ISBN 978-2-7465-0698-5).
- Mickaël Launay, Le grand roman des maths : de la Préhistoire à nos jours, Paris, Flammarion, 2 novembre 2016, 304 p. (ISBN 978-2-08-137876-6, présentation en ligne).
- Mickaël Launay (ill. Chloé Bouchaour), Le théorème du parapluie ou l'art d'observer le monde dans le bon sens, Paris, Flammarion, 16 octobre 2019, 304 p. (ISBN 978-2-08-142752-5, présentation en ligne).
- André Deledicq et Mickaël Launay, Dictionnaire amoureux des mathématiques, Paris, Plon, 29 avril 2021, 800 p. (ISBN 978-2-259-26486-0, présentation en ligne).
- Mickaël Launay (ill. Chloé Bouchaour), L'équation de la chauve-souris: de la poussée d'Archimède à la physique quantique, Paris, Hugo Document, 16 octobre 2024, 320 p. (ISBN 978-2-75-567597-9, présentation en ligne).

## Distinctions
- Prix Tangente du livre 2017 et Prix Tangente des lycéens 2018 pour Le grand roman des maths[13].
- Prix d'Alembert 2018 de la Société mathématique de France[14].
- Grand Prix de l'Académie de Saintonge 2022 avec André Deledicq pour le Dictionnaire amoureux des Mathématiques.